# Februarie 2013
Acest articol este generat integral pe baza informațiilor din articolul 2013 și este actualizat periodic de un robot.
 Editările făcute în articol vor fi șterse la următoarea actualizare! Dacă doriți să faceți modificări, editați articolul-sursă.

ianuarie -
februarie -
martie -
aprilie -
mai -
iunie -
iulie -
august -
septembrie -
octombrie -
noiembrie -
decembrie
Februarie 2013 a fost a doua lună a anului și a început într-o zi de vineri.

## Evenimente

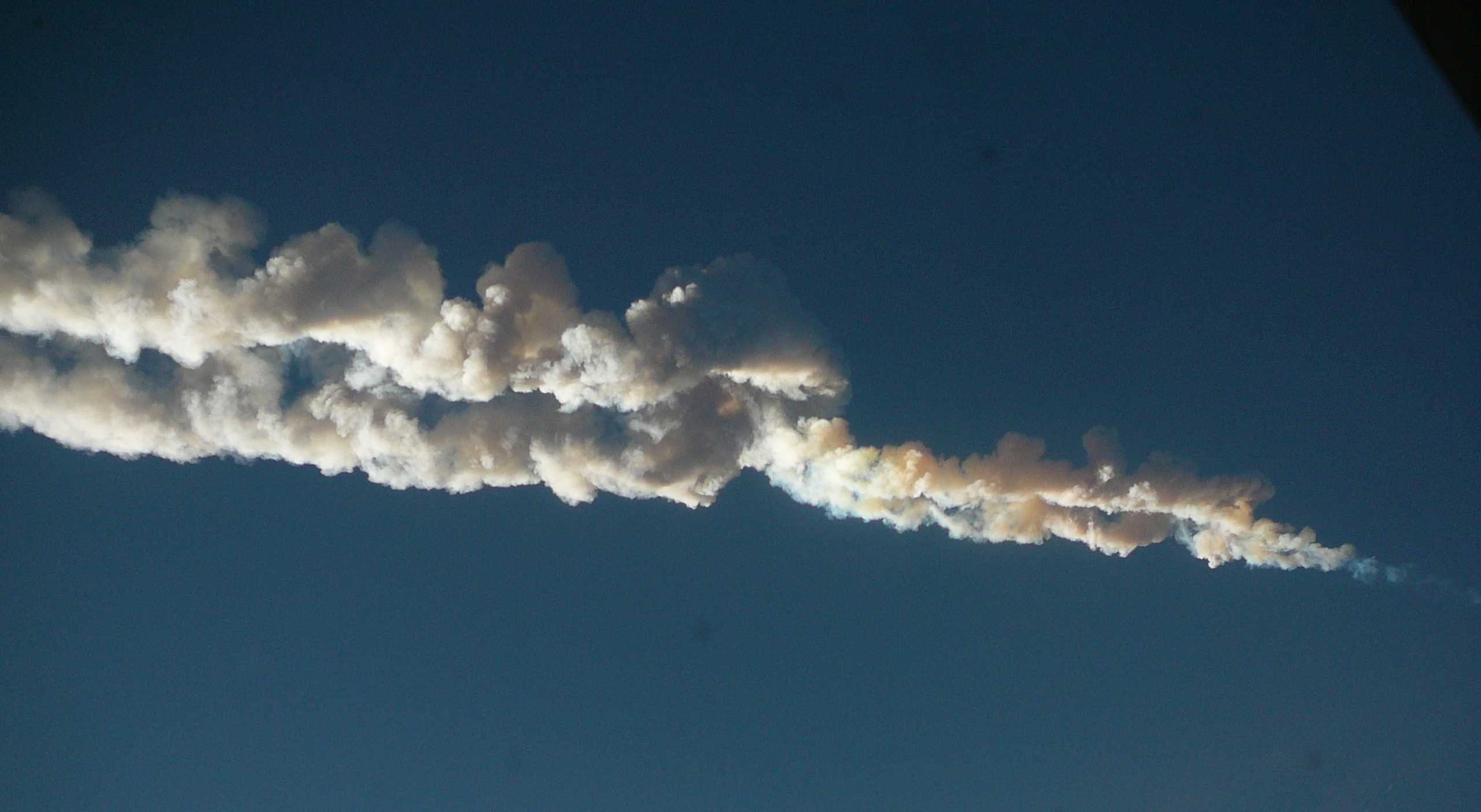
Urma meteoritului de la Celiabinsk

- 3 februarie: Alegerea Congresului Popular în Cuba.
- 7-17 februarie: A 63-a Berlinală, Festivalul internațional de film de la Berlin. Regizorul chinez Wong Kar Wai este președintele juriului.
- 7 februarie: Un cutremur cu magnitudinea de 8 grade Richter lovește Insulele Solomon, generând un tsunami care a ucis cel puțin 9 persoane.
- 11 februarie: Papa Benedict al XVI-lea și-a anunțat retragerea din funcție începând cu data de 28 februarie.
- 15 februarie: O ploaie de meteoriți a provocat explozii în stratul inferior al atmosferei deasupra regiunii Celiabinsk, Rusia.[1]
- 17 februarie: A 63-a ediție a Ursului de aur, marele premiu i-a fost acordat lui Călin Peter Netzer pentru filmul Poziția copilului.
- 20 februarie: NASA anunță descoperirea lui Kepler-37b, cea mai mică planetă care orbiteză în jurul unei stele similare cu Soarele.
- 20 februarie: Premierul Bulgariei, Boiko Borisov, a anunțat în parlament demisia guvernului său, în urma protestelor la nivel național împotriva prețurilor la energia electrică.
- 24 februarie: A 85-a ediție a premiilor Oscar. Argo obține Oscar pentru cel mai bun film și actorul Daniel Day-Lewis câștigă cel de-al treilea premiu Oscar pentru cel mai bun actor.
- 24 februarie-25 februarie: Alegeri parlamentare în Italia. Coaliția de centru-dreapta condusă de Silvio Berlusconi devansează forțele de centru-stânga în proiecțiile privind Senatul italian.
- 28 februarie: În urma retragerii papei Benedict al XVI-lea a survenit sedisvacanța Sfântului Scaun.

## Decese
- 1 februarie: Ed Koch (Edward Irving Koch), 88 ani, avocat și politician american de etnie evreiască (n. 1924)
- 1 februarie: Ștefan Kostyal, 90 ani, general român (n. 1922)
- 2 februarie: Chris Kyle (Christopher Scott Kyle), 38 ani, militar american (n. 1974)
- 3 februarie: Wolfgang Abraham, 71 ani, fotbalist german (n. 1942)
- 4 februarie: Constantin Dimitriu, 74 ani, senator român (1990-1992), (n. 1938)
- 6 februarie: Chokri Belaïd, 48 ani, politician tunisian (n. 1964)
- 6 februarie: Mo-Do (n. Fabio Frittelli), 48 ani, cântăreț italian (n. 1966)
- 7 februarie: Olga Cicanci, 72 ani, paleograf și istoric român (n. 1940)
- 7 februarie: Krsto Papić, 79 ani, regizor de film și scenarist croat de etnie muntenegreană (n. 1933)
- 8 februarie: Alexandru Nancu, 53 ani, grafician român (n. 1959)
- 11 februarie: Mihail-Radu Solcan, 59 ani, filosof român (n. 1953)
- 11 februarie: Zoe Țapu, 78 ani, agronom român (n. 1934)
- 14 februarie: Ronald Dworkin, 81 ani, filosof american (n. 1931)
- 15 februarie: Traian Brădean, 86 ani, pictor și desenator român (n. 1927)
- 16 februarie: Felicia Antip, 86 ani, scriitoare română de etnie evreiască (n. 1927)
- 16 februarie: Dumitru Sechelariu, 54 ani, om de afaceri român, primar al orașului Bacău (1996-2004), (n. 1958)
- 17 februarie: Shmulik Kraus (n. Shmuel Kraus), 77 ani, compozitor israelian (n. 1935)
- 17 februarie: Tony Sheridan, 72 ani, cântăreț, compozitor și muzician american (n. 1940)
- 18 februarie: Kevin Ayers, 68 ani, cântăreț, compozitor și muzician britanic (Soft Machine), (n. 1944)
- 18 februarie: Damon Harris (n. Otis Robert Harris, jr.), 62 ani, cântăreț american (The Temptations), (n. 1950)
- 18 februarie: Otfried Preußler, 89 ani, scriitor german (n. 1923)
- 19 februarie: Robert Coleman Richardson, 75 ani, fizician american, laureat al Premiului Nobel (1996), (n. 1937)
- 19 februarie: Donald Richie, 88 ani, niponolog american (n. 1924)
- 21 februarie: Aleksei German, 74 ani, regizor și scenarist sovietic și rus (n. 1938)
- 22 februarie: Wolfgang Sawallisch, 89 ani, dirijor și pianist german (n. 1923)
- 23 februarie: Adrian Hrițcu, 87 ani, episcop român (n. 1926)
- 24 februarie: Dave Charlton, 76 ani, pilot sud-african de Formula 1 (n. 1936)
- 26 februarie: Naarghita (n. Maria Amarghioalei), 74 ani, cântăreață română (n. 1939)
- 27 februarie: Van Cliburn (n. Harvey Lavan Cliburn, jr.), 78 ani, pianist american (n. 1934)
- 27 februarie: Ramon Dekkers, 43 ani, kickboxer neerlandez (n. 1969)
- 27 februarie: Stéphane Frederic Hessel, 95 ani, diplomat și scriitor francez de etnie evreiască (n. 1917)
- 27 februarie: Richard Street (Richard Allen Street), 70 ani, cântăreț american (The Temptations), (n. 1942)
- 28 februarie: Donald Arthur Glaser, 86 ani, fizician american, laureat al Premiului Nobel (1960), (n. 1926)
- 28 februarie: Octavian Mercurian, 78 ani, antrenor român (caiac-canoe), (n. 1934)